# توشیو ایو
توشیو ایوئه (به ژاپنی: 井植 歳男) (زاده ۲۸ دسامبر ۱۹۰۹ - درگذشته ۱۶ ژوئیه ۱۹۶۹) مخترع، صنعتگر و کارآفرین ژاپنی بود، که در سال ۱۹۴۹ شرکت سانیو را با پشتیبانی بنیانگذار پاناسونیک؛ کونوسوکه ماتسوشیتا تأسیس نمود.